# Кастільйоне-дей-Пеполі
Кастільйоне-дей-Пеполі (італ. Castiglione dei Pepoli) — муніципалітет в Італії, у регіоні Емілія-Романья,  метрополійне місто Болонья.
Кастільйоне-дей-Пеполі розташоване на відстані близько 280 км на північний захід від Рима, 45 км на південь від Болоньї.
Населення — 5739 осіб (2014).

## Демографія
Населення за роками:

Станом на 1 січня 2023 року в муніципалітеті офіційно проживало 656 іноземців з 49 країн, серед них 277 громадян країн Євросоюзу та 16 громадян України.

## Сусідні муніципалітети
- Барберино-ді-Муджелло
- Камуньяно
- Фіренцуола
- Гриццана-Моранді
- Сан-Бенедетто-Валь-ді-Самбро
- Верніо

## Міста-побратими
- Ножан-сюр-Марн, Франція